# Atrosillo (linaje)
Atrosillo es un linaje de origen aragonés procedente del actual despoblado de Atrosillo (cerca del actual Castiello de Jaca).

## Personajes
- García de Atrosillo, presente en la batalla de Alcoraz (1096).
- Gil de Atrosillo, que según la Crónica de San Juan de la Peña murió decapitado en el hecho de la Campana de Huesca.[2]
- Alamán de Atrosillo, figura como fiel servidor de Alfonso II de Aragón el 1164 y sería pariente de Lope Ferrench I de Luna.
- Vicente de Atrosillo (Bicent de Atrosillo) aparece en 1169.
- Pelegrín de Atrosillo, documentado desde 1215, participó en la Primera revuelta nobiliaria contra Jaime I de Aragón.
- Gil II de Atrosillo, documentado desde 1226, participó en la Primera revuelta nobiliaria contra Jaime I de Aragón y en 1239 aparece como señor de Estercuel, Gargallo y Cañizar.[3]
- Lope Ferrench de Atrosillo, participó en el Desafío de Burdeos.
- Gil III de Atrosillo, documentado desde 1260.
- Maria de Atrosillo.
- Elvira Gil de Atrosillo.
- Mallada de Atrosillo, hijo de Gil II de Atrosillo y casada con Gil Martínez de Entenza.
- Martín Gil de Atrosillo.
- Gil IV de Atrosillo.

## Historia
Hacia el año 1390, la villa de Estercuel y el patrimonio de los Atrosillo pasa a los Urrea  de Juan Ximénez de Urrea y Atrosillo, hijo de María Ximénez de Atrosillo y de Juan Ximénez de Urrea, señor de Alcalatén y Monteagudo.

## Herádica
Según Bizén d'o Río Martínez su heráldica era:
En campo de gules cuatro palos de lanza de sinople "rompidos", colocados de dos en dos.
También se tiene noticia de la existencia de otra variación de las armas, siendo en campo de oro, cuatro trozos de lanza de sinople en palo.